# Parc rural de Ma On Shan
Le Parc rural de Ma On Shan est un parc situé au centre de la péninsule de Sai Kung, dans l'est des Nouveaux Territoires. Créé le 27 avril 1979,  il contient un certain nombre de paysages les plus somptueux de Hong Kong. Le parc couvre une superficie de 28,8 km² qui,  en reliant le Parc rural de Sai Kung avec celui du Lion Rock, forme une vaste zone récréative sur le massif du Ma On Shan.

## Tourisme
Excepté une section distincte du parc localisée sur la péninsule de Hebe Haven, une grande partie du parc rural de Ma On Shan est à l'intérieur des terres. Les vues éloignées sur la mer et sur les îles du littoral offrent de nombreux panoramas privilégiés au sein des limites du parc, mais la plupart de ces panoramas tiennent les visiteurs éloignés de la côte.

## Mine de fer
L'extraction du minerai de fer a été menée depuis longtemps sur le Ma On Shan. Cependant, l'expiration du bail de la mine en 1981, couplée avec la baisse de son activité a engendré une baisse de la qualité du minerai. Les puits et les éboulis artificiels font du Ma On Shan, un lieu potentiellement dangereux, en particulier les zones autour des mines, qui même entourées par le parc, se doivent d'être visitées avec prudence.

## Flore
La plupart de ces collines ont une végétation quelque peu clairsemée et leur inaccessibilité ont rendu le processus de reboisement non rentable lorsque celle-ci était nécessaire pour l'approvisionnement en bois de chauffage. De plus, seules les plantes les plus robustes poussent sur les pentes volcaniques et stériles du Ma On Shan. Néanmoins, certaines poches de végétation ont survécu au fil des années, et même ses pentes désolées sont remarquables pour leur rhododendrons sauvages, orchidées et fougères.

## Faune
Les paysages isolés et préservés ont entretenu tout une série d'espèces animales présentes dans le parc : pangolins, muntjacs, porcs-épics et sangliers sont encore visibles de temps à autre.

## Sentiers de randonnée
- Sentier Ma On Shan (Country Trail) - à partir de Ma On Shan Village jusqu'à Tai Shui Tseng via Ngong Ping.
- Sentier Wilson (Trail) - étape 4: de Tseng Lan Shue jusqu'à Shatin Pass via Tai Lo Au.
- Sentier MacLehose (Trail) - étape 4 et 5, à partir de Kei Ling Ha jusqu'à Tate's Cairn (camping Gilwell) puis jusqu'à Tai Po Road via Shatin Pass.